# Architekturpsychologie
Die Architekturpsychologie beschäftigt sich mit der Wirkung von gebauten Umwelt (Innenräume, Gebäude, Freiräume, Plätze etc.) auf den Menschen, sein Befinden und Verhalten zu erforschen und darüber hinaus Rückschlüsse für die Planung und Gestaltung von Umwelten zu formulieren. Verhalten welche im Hinblick auf gebaute Umwelt untersucht werden sind zum Beispiel: Gesundheit, Wohlbefinden, Arbeits- und Lernleistung, soziales Miteinander etc.

## Hauptthemen und fachliche Abgrenzung
Die Architekturpsychologie beschäftigt sich zum einen mit den Wechselwirkungen zwischen dem Menschen und seiner gebauten Umwelt. Sie wird deshalb häufig auch als ein Teilgebiet der Umweltpsychologie (auch: ökologische Psychologie) betrachtet. Jedoch legt die Architekturpsychologie den Schwerpunkt auf die Wirkung von menschlich geformten Umgebungen auf den Menschen in kognitiver, emotionaler und sozialer Hinsicht.
Die Kriterien der Architekturpsychologie überlagern sich über weite Strecken mit jenen der Wohnpsychologie. Während letztere das Hauptaugenmerk auf den menschengerechten Lebensraum und die menschlichen Wohnbedürfnisse legt, erfasst erstere auch weitere Themenfelder, wie beispielsweise: Bürogebäude und Arbeitsräume, Kindergärten und Schulen, Kranken- und Heilanstalten, Museen und Ausstellungsräume, Geschäftsräume und vieles andere mehr.

## Praxisrelevanz
Gleichwie ihre Schwesterdisziplin Wohnpsychologie kennzeichnet sich auch die Architekturpsychologie durch eine starke praktische Orientierung und liefert wertvolle wissenschaftliche Grundlagen für Architektur bzw. Innenarchitektur: beginnend bei der Gestaltung von Innenräumen samt Möblierung und Farbgebung, der Konzeption von Gebäuden samt Fassaden und Außenbereichen bis hin zur Planung von städtischen Räumen, Plätzen etc. Dabei bietet die Architekturpsychologie sogenannte „User-Needs Analysen“ (UNA) oder „Post Occupancy Evaluations“ an um eine Verbesserung der gebauten Umwelt herbeizuführen oder die Entwicklung dieser zu verbessern. Das Ziel dabei ist immer das Verständnis von „guter“ Architektur zwischen Planer und Nutzern zu verbessern.

## Interdisziplinarität
Ein weiteres wesentliches Merkmal bildet der hohe Grad an Interdisziplinarität – nicht nur innerhalb der psychologischen Fächer (z. B. Sozialpsychologie, Entwicklungspsychologie, Wahrnehmungspsychologie, Farbpsychologie, Kognitionspsychologie etc.), sondern auch darüber hinaus mit technischen, planenden Fachgebieten (Architektur, Innenraumgestaltung, Städtebau etc.).
Architekturpsychologie bildet deshalb ein wichtiges Bindeglied zwischen der Wissenschaft vom Menschen (Psychologie, Physiologie etc.) und den technischen Wissenschaften.

## Geschichte
Die Architekturpsychologie entstand in den 60er Jahren als Forschungszweig und Teildisziplin der Umweltpsychologie bzw. Ökologischen Psychologie u. a. aufgrund der Probleme, die sich Ärzten, Psychiatern, Psychologen, Architekten und Planern bei der adäquaten Gestaltung von Krankenhäusern und psychiatrischen Krankenhäusern stellten. Ähnlich der Umweltpsychologie weist die Architekturpsychologie daher eine relativ kurze Geschichte auf und entwickelte sich erst nach und nach in der zweiten Hälfte des 20. Jahrhunderts. Die Fachkonferenz unter dem Titel "Architectural Psychology" an der Dalandhui University of Strathclyde in 1969 darf als eine der Geburtsstunden der Architekturpsychologie bezeichnet werden. Sie kennzeichnete sich durch eine interdisziplinäre Zusammensetzung mit Fachleuten aus den Bereichen Psychologie, Architektur, Medizin, Sozialwissenschaften etc. In fast jährlichen Abständen folgten weitere Konferenzen (1969 – 1976) unter diesem Titel "Architectural Psychology".
Als ein Pionier auf diesem Gebiet kann neben anderen für den deutschsprachigen Raum Eduard Geisler genannt werden, der sich 1978 in seiner Publikation „Psychologie für Architekten“ darum bemüht, psychologische Themen für Planer aufzubereiten.
Aus der jüngeren Vergangenheit sind es vor allem Antje Flade mit "Architektur – psychologisch betrachtet", und Peter G. Richter u. a. mit "Architekturpsychologie" die diesem Fach grundlegende Impulse geben. Als eine der wichtigsten gegenwärtigen Spezialistinnen ist Rotraut Walden zu nennen, die sich in ihren Forschungsarbeiten und Publikationen mit besonderen architekturpsychologischen Aufgaben wie Schulen, Bürogebäuden. oder Kindertagesstätten auseinandersetzt. Besonderes Augenmerk auf die Umwelten von Kindern legt wiederum Andrea Petmecky in "Architektur von Entwicklungsumwelten". Während Paul Klaus-Dieter Bär in seiner "Architektur-Psychologie" verstärkt die praktische Anwendung bei Beratung und Planung ins Zentrum rückt. Im Bereich Gesundheitsbauten lehrte und forschte Tanja Vollmer von 2016 bis 2018 an der Technischen Universität Berlin.
Im Gesundheitswesen gilt Roger S. Ulrich als Pionier und international anerkannter Experte, der bereits ab den 1980er Jahren wegweisende Studien durchführte und unter dem Begriff "evidence based design" zahlreiche architekturpsychologische Aspekte publik machte, die sich positiv auf die Gesundheit bzw. Regeneration auswirken.

## Grundlegende Theorien
Untersuchbare Merkmale von gebauter Umgebung
Folgende Merkmale einer gebauten Umgebung werden in der Architekturpsychologie im Hinblick auf ihre Auswirkungen auf das Verhalten des Menschen (z. B. auf die Arbeits- und Lernleistung) untersucht:
- Design und Wahrnehmung: Visuelle Gestaltung (z. B. Licht, Fenster bzw. Ausblick, Farbe, Formen, Schutz vor Blendung), Raumklima (z. B. Belüftung, Temperatur – Heizung/Kühlung, Sonnenschutz), Geruch, Haptische Umwelt und Vibrationen, Hygiene, Sanitärbereich oder Essen (z. B. Qualität des Essens/Trinkens, Verfügbarkeit), Ruhe, Musik und Lärm.
- Design und Wege: Orientierung (z. B. Effizienz der Wege, Schnelligkeit der Aufzüge, Aufteilung der Räume).
- Design und Anpassung (z. B. Ergonomie, Anpassungsfähigkeit, Flexibilität der Raumgestaltung).
- Design und Kommunikation: Privatsphäre, Territorialität, Crowding, Leichtigkeit zur Kommunikation.
- Servicebereich (z. B. Kopiergeräte, Post, Informationen, Anschlagboarde).
- Ästhetik (z. B. Künstlerische Gestaltung, Wasserspiele und Bepflanzung).
- Sicherheit (z. B. Gefühl durch Sichtbarkeit von Sicherheitshinweisen, Beschilderung).
- Spuren von Kontrolle durch Nutzer (z. B. Regulierung von Stressoren, Aneignung zur Verschönerung, Aneignung zum Gebrauch, Vandalismus, Verwahrlosung).

Kriterien zur Beurteilung der Qualität von Gestaltungen:
- Funktional: Abhängigkeit vom Grad der individuellen Bedürfnisbefriedigung als zeit- und energiesparend (z. B. kurze Wege, geringe Kosten zur Instandhaltung oder ergonomisch anpassbare Räume).
- ästhetisch- gestalterisch: hohe Werte in diesem Bereich führen zu hohen Bewertungen in „Erfreulichkeit“, „Interesse“ und Einheit sowie mittlere Bewertungen in „Komplexität“.
- Sozial-physisch: Wahlfreiheit von Kontakten als Mitte zwischen Isolation und Zwangskontakten; drückt sich im Spannungsfeld der persönlichen Kontrolle über den Raum vs. der Kontrolle durch andere Mitschüler, Mitstudierenden, Kollegen oder Passanten aus; Möglichkeit zur Teamarbeit, Rückzugsmöglichkeiten, konfliktreduzierende Aufteilungen der Räume oder höheres Sicherheitsgefühl; ökologisch; physisches Wohlbefinden von Baubeginn bis zum Abbruch des Gebäudes in seiner Umgebung; organisatorisch; gesamter Bau- und Verwaltungsprozess; finanziell; sustainability.

Privatheit
Umwelten in denen Personen selbst darüber entscheiden können inwieweit sie alleine sein wollen oder Privatheit nicht bieten. So wird Privatheit in der Psychologie verstanden als die Fähigkeit die Grenze zwischen dem eigenen Selbst und anderen Personen zu öffnen oder zu schließen. Ein Kontrollverlust, wenn die Person sich entweder nicht zurückziehen kann oder zu viel alleine ist, kann Stress auslösen. Dabei sind vor allem die visuelle (z. B. die Kontrolle die Sichtbarkeit über anderen Personen) und die akustische (z. B. die Kontrolle über die Umgebungslautstärke) Privatheit in der Architekturpsychologie von besonderer Bedeutung. Wie viel Rückzug und Öffnung nach außen in der gebauten Umwelt möglich sind, hängt von baulichen Elementen ab, mit denen der Zugang kontrolliert werden kann.
Beengtheit und Distanzverhalten
Erlebte Dichte (crowding) ist im Unterschied zur objektiven Dichte (density) abhängig von sozialen und subjektiven Normen. Erlebte Dichte ist der Eindruck, dass die in einem Raum herrschende Dichte ein zu akzeptierendes Niveau überschreitet. Folgen sind Überstimulation und Informationsüberflutung sowie eingeschränkte Handlungsmöglichkeiten, was sich negativ auf das Erleben und Verhalten auswirkt. Fenster können Engegefühle verringern. Hohe Dichten schränken die Möglichkeiten ein, die Abstände zu anderen Menschen selbst bestimmen zu können.

## Methoden der Evaluation von Architektur aus Nutzer- und Expertensicht
User Needs Analysis
Ziel der Nutzer Bedürfnis Analyse ist es Architekten bei der Planung zu unterstützen fundierte Entscheidung über die Gestaltung von gebauten Umgebungen hinsichtlich der Bedürfnisse von den Nutzern zu treffen.
Dafür sammelt die User Needs Analysis mit Hilfe von Umfragen, Fragebögen oder Interviews Daten über die spätere Nutzergruppe und die Bedürfnisse der späteren Nutzern.
Post Occupancy Evaluation (POE)
Ist definiert als die Untersuchung der Wirksamkeit für menschliche Nutzer von bewohnten und genutzten gestalteten Umgebungen. Sie überprüft damit ob eine gestaltete Umwelt nach Ingebrauchnahme den Absichten der Planer und den Bedürfnissen der Nutzer gerecht wird. Sie bewerten die Umwelt inwiefern die Umwelten die auszuführenden Tätigkeiten fördern oder zumindest nicht behindern. Weiter wie die Umwelt den Bedürfnissen, Interessen und Wünschen der Nutzer entspricht.
POEs konzentrieren sich in der Regel auf eine einzige Art von Design-Umgebung, neigen dazu, eher zu beschreiben als zu manipulieren, und sind in der Regel auf die Anwendung ausgerichtet.
Koblenzer Architektur Fragebögen
Ein Instrument zur Beurteilung von gebauten Umwelten. Ziel des Fragebogens ist es unter anderem, Empfehlungen für Verbesserungen von Um- und Neubauten benennen zu können. Zwei zentrale Fragestellungen lauten daher: Unterscheidet sich in einer User-Needs Analysis eine Einschätzung des Gebäudeszur Zeitvon der Beurteilung der Wichtigkeit in Zukunft? Haben Merkmale der Architektur Auswirkungen auf die Performance-Kriterien?